# Wilmington Manor
Wilmington Manor és una concentració de població designada pel cens dels Estats Units a l'estat de Delaware. Segons el cens del 2000 tenia 8.262 habitants.

## Demografia
Segons el cens del 2000, Wilmington Manor tenia 8.262 habitants, 3.040 habitatges, i 2.173 famílies. La densitat de població era de 1.969,1 habitants/km².
Dels 3.040 habitatges en un 31,3% hi vivien nens de menys de 18 anys, en un 52,3% hi vivien parelles casades, en un 13,2% dones solteres, i en un 28,5% no eren unitats familiars. En el 22,5% dels habitatges hi vivien persones soles el 10,1% de les quals corresponia a persones de 65 anys o més que vivien soles. El nombre mitjà de persones vivint en cada habitatge era de 2,72 i el nombre mitjà de persones que vivien en cada família era de 3,14.
Per edats la població es repartia de la següent manera: un 24,8% tenia menys de 18 anys, un 9,4% entre 18 i 24, un 30,3% entre 25 i 44, un 21,7% de 45 a 60 i un 13,8% 65 anys o més.
L'edat mediana era de 36 anys. Per cada 100 dones de 18 o més anys hi havia 101,1 homes.
La renda mediana per habitatge era de 43.434 $ i la renda mediana per família de 48.920 $. Els homes tenien una renda mediana de 36.111 $ mentre que les dones 27.743 $. La renda per capita de la població era de 18.934 $. Aproximadament el 5,5% de les famílies i el 9,4% de la població estaven per davall del llindar de pobresa.

## Poblacions properes
El següent diagrama mostra les poblacions més properes.